# كانطية
الكانطية  (أو الكنتية أو الكنطية) هي المدرسة الفلسفية التابعة لأفكار الفيلسوف الألماني إيمانويل كانط، وذلك فيما يخص أرائه وتوجهاته الفكرية في مجالات فلسفة العقل ونظرية المعرفة والأخلاقيات.

## الأخلاقيات
إن الأخلاقيات الكانطية أخلاقيات واجبة ما يعني أن إطلاق الحكم أخلاقي على فعل ما يعتمد على الرجوع إلى قواعد أو مبادئ معينة، وتدور الأخلاقيات الكانطية دورانًا كاملًا في فلك الواجب وليس المشاعر أو الغايات النهائية. تُؤدى جميع الأفعال وفقًا لمبدأ محدد وهي مختلفة على نطاقٍ واسع عن بعضها البعض، وعليه فإنه عملًا بهذا فإنه يُحكم على القيمة الخُلقية لأي فعل.

## اقرأ أيضًا
- إيمانويل كانط